# Bovenlicht

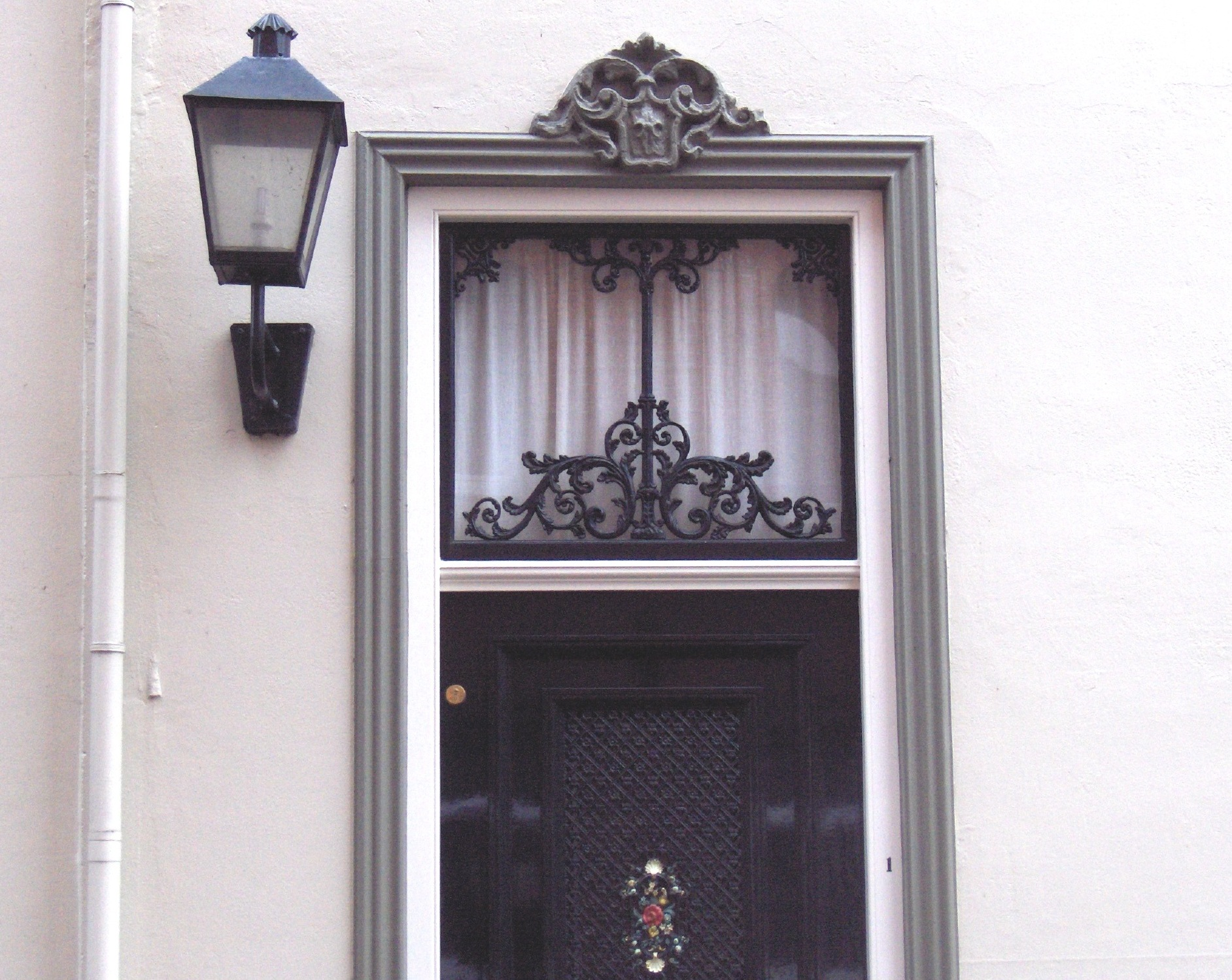
Deur met bovenlicht en levensboom in Groningen

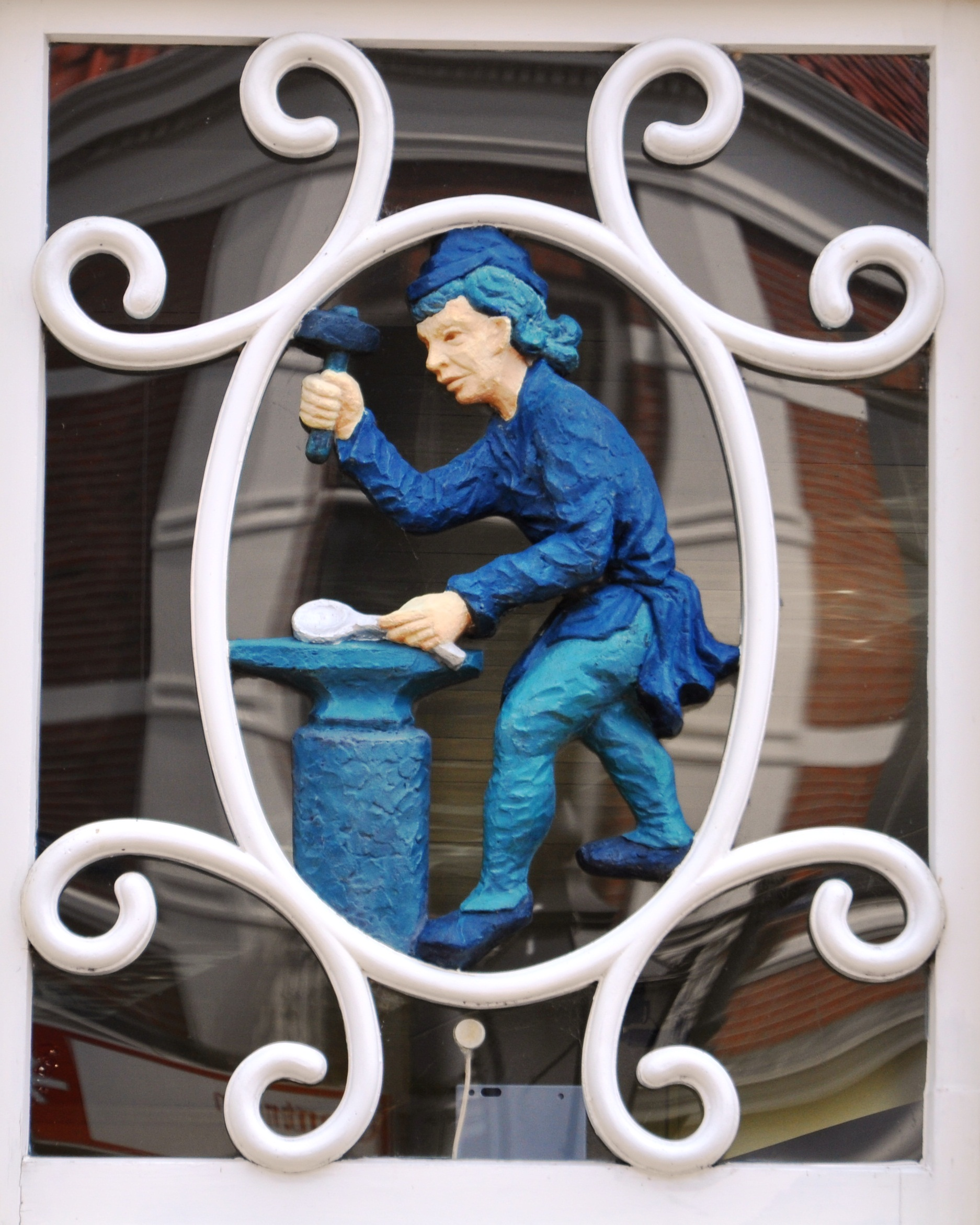
Bovenlicht met zilversmid in Schoonhoven

Er zijn meerdere betekenissen voor het begrip bovenlicht:

## Bovenlicht als raam
Een bovenlicht is de opening van een raam- of deurkozijn die zich boven het kalf bevindt. Het kalf is een horizontale regel die het kozijn in tweeën verdeelt.

### Enkel raam
Een bovenlicht kan tevens duiden op een raam dat op grote hoogte is aangebracht. De onderkant van het kozijn bevindt zich ten minste boven ooghoogte (ca. 1,8 m boven het vloerniveau). Een dergelijk hoog aangebracht raam is gunstig voor de daglichttoetreding voor de ruimte waarin het is aangebracht.

### Voorbeelden
Bovenlichten worden vooral aangetroffen in historische gebouwen, waar de verdiepingsvloer hoger is gelegen dan tegenwoordig. Omdat in oude huizen de gang in het midden van het gebouw is, is het bovenlicht de enige manier om daglicht in de gang te krijgen. Het bovenlicht boven de voordeur bij historische gebouwen is soms voorzien van een levensboom, een versierde penant in het midden. In de eerste helft van de 20e eeuw werden bovenlichten van woonhuizen boven buitendeuren en ramen vaak voorzien van glas in lood.

## Bovenlicht als lantaarn
Een bovenlicht of lantaarn is een verhoging van een dak, bestaande uit twee verticaal tegenover elkaar gestelde kozijnen, afgedekt met een dak.
Het bovenlicht is voor de verlichting van inpandige ruimten, die geen daglicht via de gevels ontvangen, onder het dak.